# ألم الفرج
ألم الفرج (بالإنجليزية: Vulvodynia) هو متلازمةٌ من الألم المزمن والتي تُصيب منطقة الفرج، وتحدث دون سببٍ واضح. تتضمن أعراضهُ شعورٌ بالحرق أو التهيج. تُشخص في حال استمرت الأعراض على الأقل 3 شهور.

## العلامات والأعراض
الألم هو أبرز أعراض ألم الفرج الذي يوصف بأنّه ألم حارق أو لاذع أو مخرش أو حاد يحدث في الفرج ومدخل المهبل. قد يكون هذ الألم ثابتًا أو متقطعًا أو يحدث فقط عند لمس الفرج، ولكنه يعرف عادةً بألم دائم منذ سنوات.
قد تحدث الأعراض في مكان واحد أو في منطقة الفرج بأكملها. ويمكن أن تحدث أثناء أو بعد النشاط الجنسي أو عند إدخال السدادات القطنية أو عند الضغط لفترة طويلة على الفرج أو أثناء الجلوس أو ركوب الدراجة أو ركوب الخيل.
تبقى بعض حالات ألم الفرج مجهولة السبب ولا يمكن تحديد سبب معين.

### التهاب دهليز الفرج
تشير متلازمة التهاب دهليز الفرج إلى ألم موضعي في منطقة الدهليز تميل إلى أن تترافق مع نوع من الإحساس بالحرق أو القطع الموضعي، وقد تمتد آلام الفرج إلى البظر ويشار لهذا باسم ألم البظر.
تعتبر متلازمة التهاب دهليز الفرج النوع الفرعي الأكثر شيوعًا من ألم الفرج الذي يصيب النساء قبل سن انقطاع الطمث؛ فقد ذُكِرَ تأثير هذه المتلازمة على نحو 10% - 15% من النساء اللاتي يراجعن العيادات النسائية.

## الأسباب
يجري حاليًا البحث في مجموعة واسعة من الأسباب والعلاجات المحتملة لألم الفرج. وتشمل الأسباب المحتملة متلازمة جوغرن التي تتضمن أعراضها جفاف المهبل المزمن، بالإضافة إلى وجود استعداد وراثي للالتهابات وللحساسية (على سبيل المثال: وجود الأوكزالات في البول)، وكذلك اضطرابات المناعة الذاتية كالذئبة الحمامية أو الأكزيما أو الحزاز المتصلب، والإنتانات (على سبيل المثال: الالتهاب الفطري بالمبيضات البيض والتهاب المهبل الجرثومي والإصابة بالفيروس الورم الحليمي البشري أو فيروس الحلأ البسيط)، والرض، والاعتلال العصبي بما في ذلك زيادة عدد النهايات العصبية في منطقة المهبل. يبدو أن بعض الحالات كانت نتائج سلبية للجراحة التناسلية كجراحة تجميل الشفرين مثلًا. قد يهيئ بدء استخدام موانع الحمل الهرمونية التي تحتوي على جرعة منخفضة من هرمون الأستروجين قبل سن السادسة عشر للإصابة بمتلازمة التهاب دهليز الفرج. ارتبطت عتبة الألم المنخفضة بشكل ملحوظ -وخاصة في الدهليز الخلفي- باستخدام وسائل منع الحمل الهرمونية لدى النساء اللاتي لا يعانين من متلازمة التهاب دهليز الفرج. قد يكون ضعف قاع الحوض السبب الكامن وراء ألم بعض النساء.

## التشخيص
يوضع التشخيص بعد استبعاد جميع المشاكل المحتملة في المنطقة، ويعتمد ذلك على الشكاوى النموذجية التي تحضر المريضة بها وبعدم وجود مشاكل جسدية بالفحص وبغياب أسباب كل تشخيص تفريقي. يستخدم اختبار مسحة القطن للتمييز بين الألم المعمم والألم الموضعي وتحديد مناطق الألم وتصنيف شدّتها. يصف المرضى غالبًا لمسة كرة القطن بأنها مؤلمة للغاية كالسكين. قد يكون الرسم التخطيطي لمواقع الألم مفيدًا في تقييم الألم مع مرور الوقت. يجب فحص المهبل كما يجب إجراء الاختبارات وبما في ذلك أخذ لطاخة منه ومعرفة درجة حموضته، إجراء زرع للفطريات وتلوين غرام. يفيد زرع الفطريات واختبار حساسيتها في تحديد وجود سلالات مقاومة.
تزور المريضات العديد من الأطباء قبل إجراء التشخيص الصحيح في العديد من الحالات. لا يألف الكثير من اختصاصيّ النسائية هذه الحالات، ولكن انتشر الوعي بذلك مع مرور الوقت. يتردد المصابون غالبًا في طلب العلاج في حالة آلام الفرج المزمن، وذلك بسبب تزامن أعراض العديد من النساء مع الوقت الذي ينشطون فيه جنسيًا. وقد يقال للمريضة بأن الألم الذي تشعر به وهمي وفي رأسها فقط بسبب عدم وجود أعراض مرئية.

### التشخيص التفريقي
- الإنتانات كداء المبيضات والحلأ البسيط والفيروس الحليمي البشري.
- الحزاز المسطح.
- مرض باجيت وسرطان الفرج.
- اضطرابات عصبية  كالألم العصبي الثانوي لفيروس الحلأ البسيط أو إصابة الأعصاب الشوكية.

## العلاج
يوجد عدد من العلاجات الممكنة مع عدم وجود فعالية موحدة لأي منها. تشمل العلاجات:

### نمط الحياة
يوصى غالبًا بعدد من التغييرات في نمط الحياة كاستخدام الملابس الداخلية القطنية وعدم استخدام المواد التي قد تهيج المنطقة واستخدام المواد المزلقة أثناء ممارسة الجنس. ولم يُدرَس الطب البديل بشكل كافٍ لتقديم التوصيات.

### تقديم المشورة
- التعليم والمعلومات الدقيقة حول  ألم دهليز الفرج: تمتلك الندوات التعليمية التي يقودها اختصاصي أمراض النساء تأثير إيجابي كبير على الأعراض النفسية والأداء الجنسي لدى النساء اللاتي يعانين من ألم دهليز الفرج المحرض باللمس أو النشاط الجنسي. يختلف ألم دهليز الفرج المحرض عن ألم الفرج الذي تشير إليه هذه المقالة على الرغم من تشابههم في بعض النواحي.[12]
- الارتجاع البيولوجي والعلاج الطبيعي والاسترخاء: يتضمن الارتجاع البيولوجي الذي يؤديه المعالجون الفيزيائيون إدخال حساس مهبلي للتعرف على قوة العضلات ومساعدة المريضة على التحكم بشكل أكبر في عضلاتها لتشعر بالفرق بين الانقباض والاسترخاء. ترتبط الجلسات بتوصيات منزلية تتضمن تمارين كيغل (على سبيل المثال: الشد لمدة 9 ثوانٍ والاسترخاء لمدة 30 ثانية لـ 10- 15 مجموعة)، والاسترخاء.

### الأدوية
يوجد العديد من الأدوية الموجودة لعلاج ألم الفرج، ولكن الأدلة التي تدعمها سيئة. يشمل ذلك الكريمات والمراهم التي تحتوي على مضادات الاكتئاب ثلاثية الحلقة أو الليدوكائين أو الاستروجين؛ ويوجد تجارب تضمنت تناول مضادات الاكتئاب ومضادات الاختلاج ولكنها لم تدرس بشكل جيد؛ بينما استخدمت تجارب أخرى الأدوية القابلة للحقن كالستيروئيدات وذيفان الوشيقية (البوتكس) لكن نجاحها كان محدودًا.

### الجراحة
قد يوصى بعملية استئصال دهليز الفرج (تخفيض غطاء البظر) التي تقطَع فيها الألياف العصبية في المنطقة، وذلك إن لم تكن العلاجات الأخرى فعالة. لا يوجد دراسات عالية الجودة تنظر إلى استخدام الجراحة كعلاج في ألم الفرج. مع ذلك، لوحظ في الدراسات تحسن يقدر بنسبة 60% إلى 90%، بينما أولئك الذين عولجوا دون جراحة فالنسبة تقدر بنحو 40% إلى 80% من الحالات.

## الوبائيات
لا يوجد نسبة مئوية واضحة تمامًا للنساء المصابات بألم الفرج، ولكن تتراوح التقديرات إلى ما نسبته 16%. يمكن الخلط بين ألم الفرج والعديد من الحالات الأخرى (يوضع التشخيص باستبعاد الأسباب الأخرى لآلام الفرج). يعتبر ألم الفرج من الشكاوى المتكررة جدًا في عيادات صحة المرأة، لكنه مصطلح جديد في الأدب الطبي.

## روابط خارجية
- ألم الفرج على مشروع الدليل المفتوح